# Ring Ring (singel)
Ring Ring – singel szwedzkiego zespołu ABBA wydany w 1973 przez Polar Music. Piosenka pochodzi z debiutanckiego albumu o tym samym tytule. Stig Anderson, menadżer grupy zadecydował o wzięciu udziału w Melodifestivalen – krajowych eliminacjach do Eurowizji. Ring Ring zajął dopiero 3 miejsce i nie dostał się do Eurowizji. Udało się to rok później z piosenką "Waterloo".  Do piosenki nagrano teledysk.

## Listy przebojów
| Lista przebojów                           | Pozycja |
| ----------------------------------------- | ------- |
| Australian ARIA Singles Chart             | 92      |
| Belgian Flemmish VRT Top 30 Singles Chart | 1       |
| Costa Rican Singles Chart                 | 6       |
| UK Singles Chart                          | 32      |

## Oficjalne wersje
- "Ring Ring (Bara Du Slog En Signal)" (Swedish Version)
- "Ring Ring" (English Version)
- "Ring Ring" (English Version) – (1974 Remix)
- "Ring Ring" (German Version)
- "Ring Ring" (Spanish Version) – Previously unreleased